# Geisling
Geisling  ist ein Pfarrdorf und  Ortsteil der Gemeinde Pfatter im Landkreis Regensburg (Bayern). Bis 1978 war Geisling eine eigenständige Gemeinde.

## Geographie
Geisling liegt ca. 24 km östlich von Regensburg im Landkreis Regensburg in der Oberpfalz. Im Nordosten des Pfarrdorfes fließt die Donau. Gegenüber liegt Wörth an der Donau.

## Geschichte
Gisilinga wird um 1030 urkundlich erwähnt. Die heutige Pfarrkirche ist im Kern eine gotische Anlage des 14. Jahrhunderts.
Das nahe der heutigen Pfarrkirche sich befindende  Schloss Geisling wurde bereits im frühen 14. Jahrhundert von der Patrizierfamilie Auer erbaut, nachdem sie aus der Reichsstadt Regensburg vertrieben worden waren. Erstmals urkundliche Erwähnung findet es auf einem Grabstein der Auer in der Pfarrkirche Maria Geburt in Geisling. Vermutlich wurde die Burg schon wie der benachbarte Schwaigturm in Schwaighof, der sich ebenfalls im Besitz der Auer befand, im 15. Jahrhundert wieder aufgegeben, weil den Auern wieder der Zutritt nach Regensburg ermöglicht wurde. So wurden die zwei befestigten Sitze, die im Rahmen dieser Fehde errichtet wurden, wertlos und schon bald von der Bevölkerung geschleift.
Die ehemals selbstständige Gemeinde Geisling mit Leiterkofen und Moosmühle entstand mit dem bayerischen Gemeindeedikt von 1818 und wurde am 1. Mai 1978 in die Gemeinde Pfatter eingegliedert.

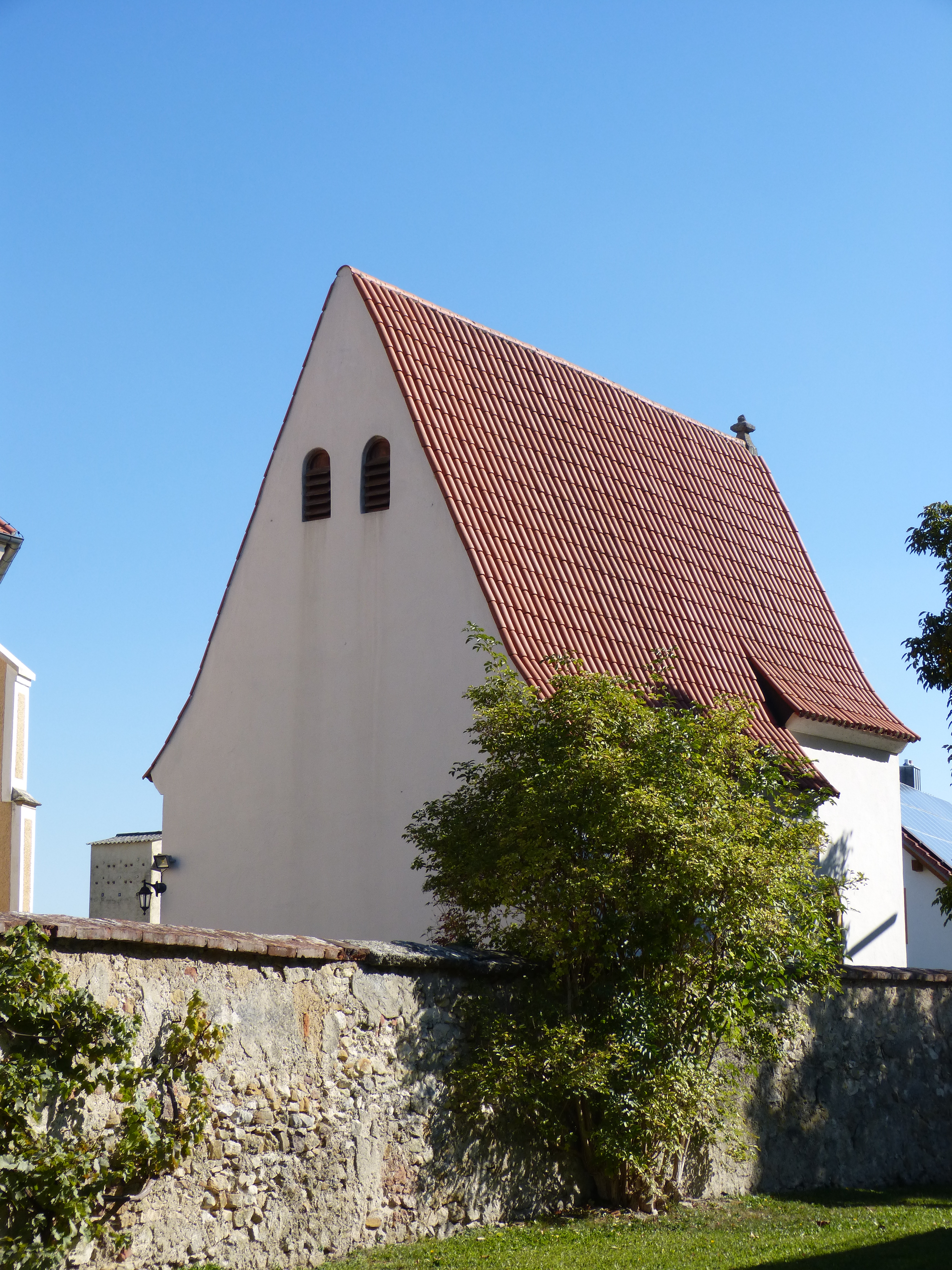
Friedhofskapelle von Südosten

## Bauwerke
- Katholische Pfarrkirche Maria Geburt zu Unserer Lieben Frau in Geisling: kunsthistorisch interessant und wurde mehrmals umgestaltet.[3]
- Schloss Geisling, Reste heute bei der Friedhofskapelle St. Ursula, der früheren Schlosskapelle

## Verkehr und Infrastruktur

### Verkehr
Geisling kann überörtlich von der Kreisstraße R 23 erreicht werden. Die Autobahn A 3 Regensburg – Passau kann über die Anschlussstellen Wörth a.d Donau/Wiesent oder Rosenhof erreicht werden.

### Donau
An der Donau bei Geisling befinden sich:
- Wasserkraftwerk Geisling, ein Laufwasserkraftwerk an der Donau.
 Der Eigentümer des 1985 in Betrieb gegangenen Kraftwerkes mit einer Gesamtleistung von 25 MW ist die Rhein-Main-Donau GmbH. Betrieben wird das Kraftwerk von der Uniper Kraftwerke GmbH.[4]
- Großschifffahrtsschleuse Geisling, schon auf dem Gebiet der Stadt Wörth an der Donau.

### Flutpolder Eltheim

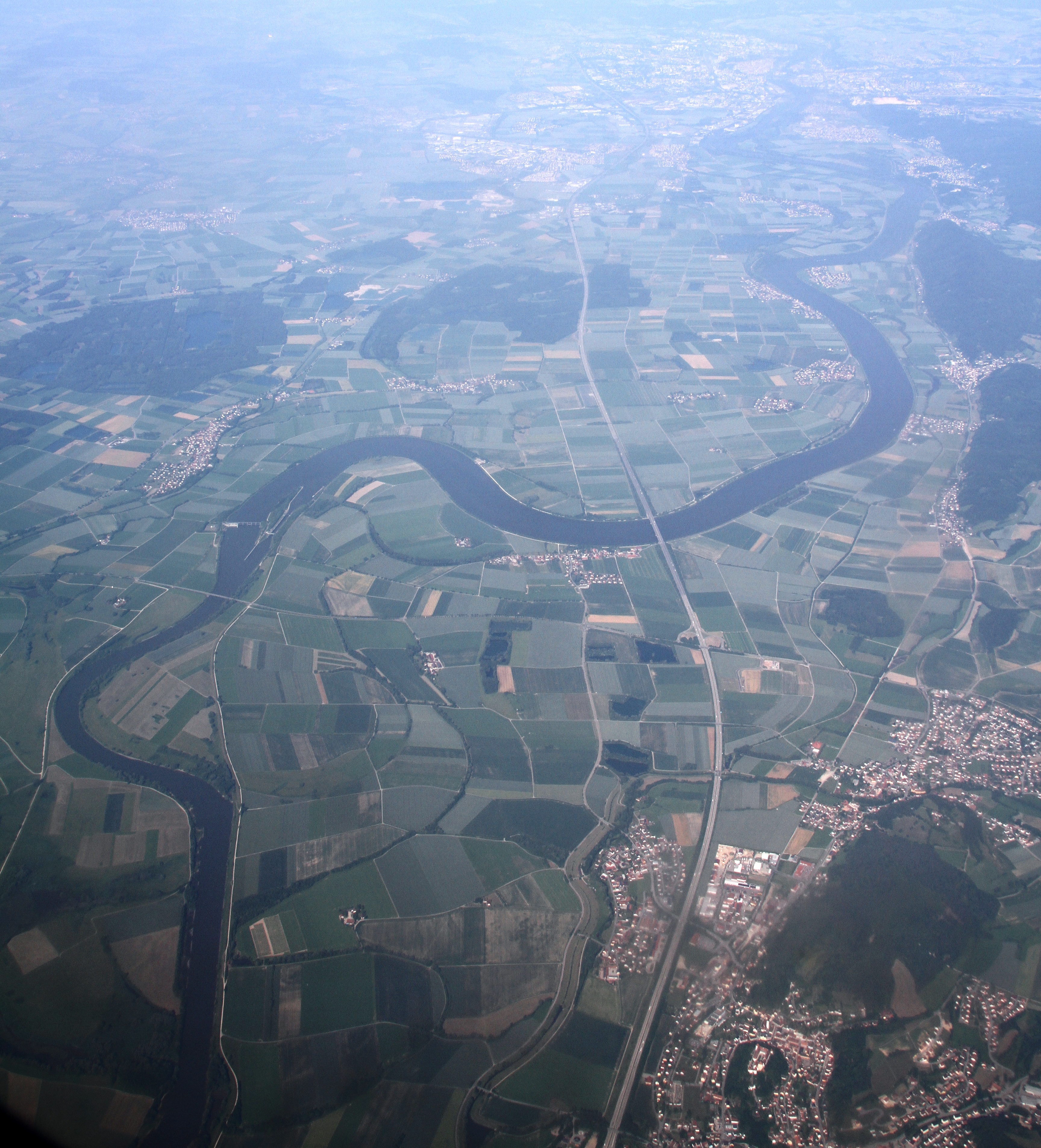
Flutpolder Eltheim: Obere Bildhälfte, links der Donau

Nach dem Ortsteil Eltheim von Barbing ist der geplante Flutpolder „Eltheim“ benannt. Die Ortschaften Eltheim und Geisling liegen am Rand des geplanten, etwa 590 Hektar großen gesteuerten Hochwasserpolders. Sein Rückhaltevermögen von etwa 16 Millionen Kubikmeter würde im Falle eines sehr großen Hochwasserereignisses genutzt und die Unterlieger, unter anderem Straubing und Deggendorf, entlasten. Alle an die Donau angrenzenden Gemeinden des Umlandes und auch die Landrätin des Landkreises Regensburg Tanja Schweiger hatten sich einstimmig und mit Nachdruck gegen die von der Bayerischen Staatsregierung geplante Schaffung gesteuerter Flutpolder zur Milderung von Hochwasserständen an der Donau ausgesprochen. Durch den nach der Landtagswahl vom 14. Oktober 2018 in Bayern zwischen den Freien Wählern und der CSU geschlossenen Koalitionsvertrag wird das Flutpolderkonzept im Landkreis Regensburg nicht weiter verfolgt. Die frei werdenden finanziellen Mittel sollen in den dezentralen Hochwasserschutz entlang der Donau und aller Zuläufe investiert werden.
→ Geschichte der Donau im Großraum Wörth: Siehe auch Wörth und die Donau